# Aspourgos du Bosphore
Tiberius Julius Aspourgos Philocaesar Philoromaios Eusebes (en grec moderne : Τιβέριος Ἰούλιος Ἀσποῦργος Φιλόκαισαρ Φιλορώμαίος Eυσεbής), plus connu sous le nom de Aspourgos ou encore de Aspurgus, mort en 37, est un roi du Bosphore et de Colchide de la dynastie Tibérienne-Julienne régnant au Ier siècle.
Il règne sur le Bosphore et la Colchide de 8 av. J.-C. à 37.

## Biographie

### Origine
Aspourgos est le fils de la reine Dynamis du Pont et d’Asandros du Bosphore, stratège préposé aux Aspourgianoi, un peuple d’origine sarmate établi sur le rive asiatique du détroit de Kertch, archonte et finalement roi du Bosphore. Dans une inscription, le roi nomme son père :

« Le roi Aspourgos, ami des Romains, fils du roi Asandrochos [a dédié la statue] d'Éros à Aphrodite Ourania, maîtresse d'Apatouros en témoignage de reconnaissance. »

### Règne
Après la répudiation de sa mère par son troisième époux Polémon Ier du Pont, il prend la tête de la révolte contre ce prince. Il s’appuie pour ce faire sur les Aspourgianoi jadis gouvernés par son père et qui occupent la péninsule de Taman, entre Phanagoria et Gorgippia. Les révoltés s’emparent et détruisent la colonie grecque de Tanaïs, située à l’embouchure du Don.
En 8 av. J.-C., Polémon Ier est capturé et tué par les rebelles et Aspourgos monte sur le trône du Bosphore. Aspourgos est un roi puissant qui maintient la souveraineté de son royaume jusqu’à Tanaïs et contient l’expansion des Scythes et des Tauris. L’empereur Tibère lui confère alors le titre d’« Ami du Peuple romain » et lui accorde la citoyenneté romaine.
Afin de mettre fin au conflit qui oppose les deux dynasties qui se disputent le royaume du Bosphore, Aspourgos épouse la princesse thrace Gepaepyris, une petite-fille des souverains du Pont Polémon Ier et Pythodoris de Trallès. À sa mort, elle gouverne comme régente pour le compte de leurs fils.

## Famille

### Mariage et enfants
De son union avec Gepaepyris, fille de Cotys VIII de Thrace et d’Antonia Tryphaena, sont issus :
- Mithridate ;
- Cotys.

## Galerie

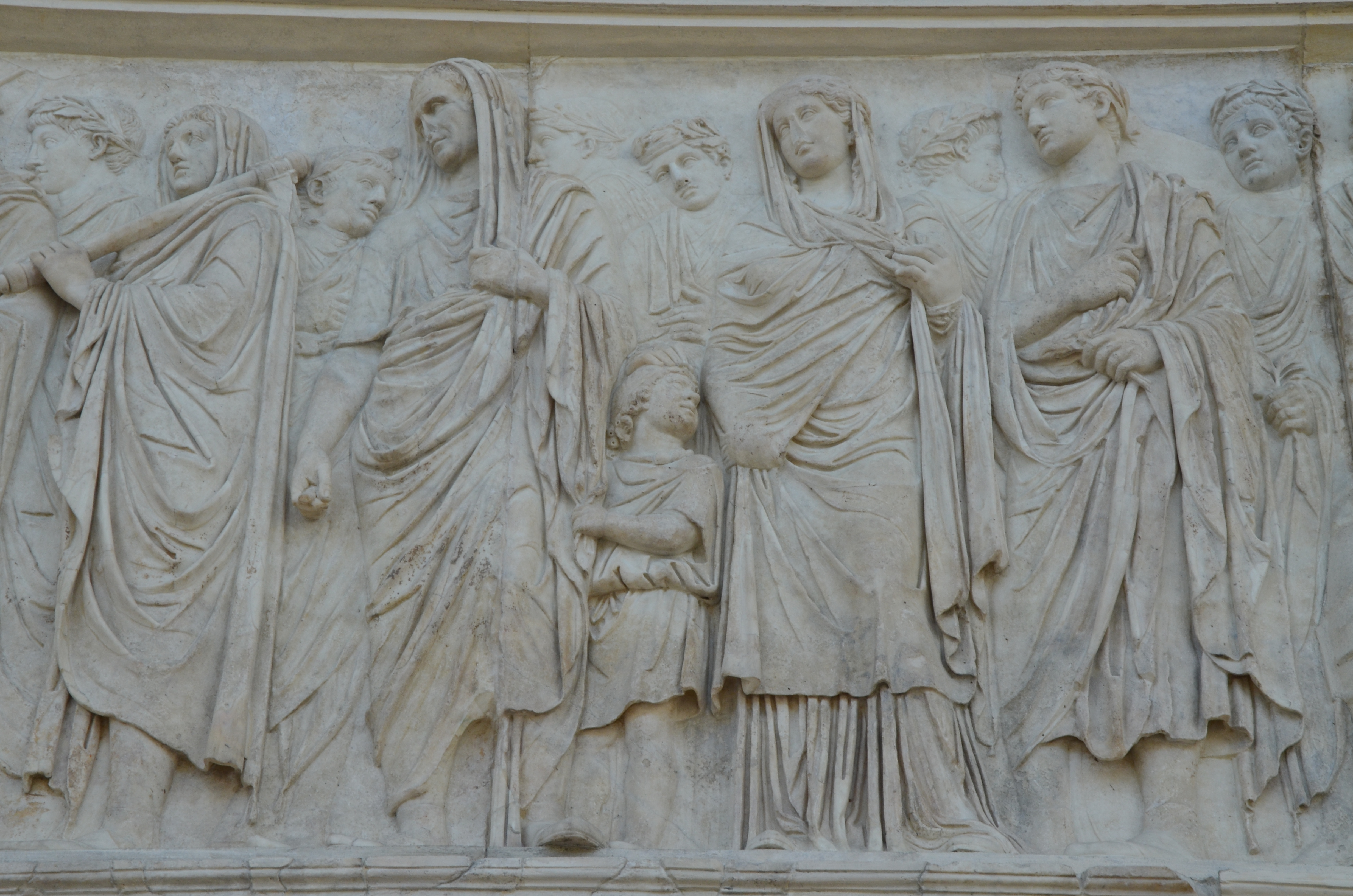
Partie de la frise sud de l'Ara Pacis (Aspourgos est l'enfant au milieu, et la femme mal travaillée, lui posant la main sur la tête, est sa mère Dynamis du Pont).
Extension du Royaume du Bosphore (en rouge clair à l'ouest) sous Aspourgos.